# Лески (Ветковский район)
Лески (бел. Ляскі) — упразднённый посёлок в Ветковском горсовете Ветковского района Гомельской области Белоруссии.
В результате катастрофы на Чернобыльской АЭС и радиационного загрязнения жители (33 семьи) переселены в 1992 году в чистые места.
На севере и западе граничит с лесом.

## География

### Расположение
В 11 км на северо-восток от Ветки, 33 км от Гомеля.

## Транспортная сеть
Транспортные связи по просёлочной, затем автомобильной дороге Светиловичи — Гомель. Планировка состоит из прямолинейной улицы, ориентированной с юго-запада на северо-восток. Застройка двусторонняя, деревянная, усадебного типа.

## История
Основан в начале XX века переселенцам из соседних деревень. В 1926 году в Беседском сельсовете Ветковского района Гомельского округа. В 1931 году жители вступили в колхоз. 11 жителей погибли на фронтах Великой Отечественной войны. В 1959 году входил в состав совхоза «Высокоборский» (центр — деревня Бартоломеевка).

## Население

### Численность
- 2010 год — жителей нет.

### Динамика
- 1926 год — 28 дворов 156 жителей.
- 1959 год — 145 жителей (согласно переписи).
- 1992 год — жители (33 семьи) переселены.